# Drosophila dominici
Drosophila dominici este o specie de muște din genul Drosophila, familia Drosophilidae, descrisă de Dwivedi în anul 1982. Conform Catalogue of Life specia Drosophila dominici nu are subspecii cunoscute.